# Арне Маттссон
Арне Маттссон (швед. Arne Mattsson; 2 грудня 1919, Упсала — 28 червня 1995) — шведський кінорежисер і сценарист. З 1944 по 1990 рік він зняв загалом 61 фільм.
Спочатку він знімав переважно комедії. Найвідоміша робота Маттссона — «Вона танцювала лише одне літо» (1951). Фільм викликав величезну полеміку в 1950-х роках через свою моральну сміливість. Найбільший скандал викликала сцена, в якій пара героїв-підлітків купається і обіймається повністю оголеними. Незважаючи на голоси обурення і осуду з боку охоронців моралі в різних куточках світу, за цю картину Маттссон отримав «Золотого ведмедя» на 2-му Берлінському міжнародному кінофестивалі.
Один із наступних фільмів Маттссона «Хліб любові» (1953) також викликав суперечки. Фільм, знятий за мотивами прози Педера Шегрена, розповідав про переживання добровольця під час радянсько-фінської війни 1940—1941 років. Після прем'єри на 7-му Каннському кінофестивалі фільм обурився як автор літературного прототипу, так і радянська делегація, і він був заборонений у Фінляндії.
У свої останні роки Маттссон в основному знімав кримінальні фільми, які не мали великого міжнародного успіху.
У 1958 році він зняв фільм «Дамський угодник» (Damen i svart), перший із п'яти трилерів Фольке Меллвіґа про міське подружжя з середнього класу Кайсу та Джона Гіллманів, які розслідують злочини. Другий фільм циклу, «Маннекенґ і Рьотт» (1958), дехто вважає попередником італійських фільмів жанру ґалло, зокрема «Кров і чорне мереживо» Маріо Бави.